# Прапор і герб кантону Вале
Прапор і герб кантону Вале зображені двома колонками з геральдично правого боку (ліворуч, якщо дивитися від глядача), чотири п'ятикутні червоні зірки на білому фоні, з геральдичного лівого боку (справа, дивлячись від глядача), чотири подібні зірки білого кольору на червоному тлі. Посередині можна побачити п'ять розрізаних навпіл зірок, половина з яких виступає на білому, а половина — на червоному тлі. 13 зірок символізують 13 округів кантону.

## Геральдичний опис
Офіційним описом герба є: Розділ срібла та червоного кольору з 13 п'ятикутними зірками, розташованими в 4,5,4 полюсах по черзі.
Вексилологічний опис прапора Вале: «Біло-червоне полотно з тринадцятьма зірками, п'ятьма по вертикалі на роздільній лінії, чотирма по вертикалі праворуч і чотирма ліворуч, всі однакові». Верхні кінчики зірок повинні бути спрямовані вгору, а біла частина завжди піднімається з боку древка.
Прапор і герб ідентичні. Білий колір завжди на боці флагштока, а на гербі — на геральдичному правому. Зірки завжди спрямовані вістрям вгору.

## Історія
Герб кантону сходить до герба короля Рудольфа III. Білий та червоний — кольори єпископального князівства Сіон. Зірки представляли десятки, нині округи, що складали першу республіку, щоб показати рівність між ними. Таким чином, подібно до прапора Сполучених Штатів, прапор Вале з часом змінювався, і кількість зірок змінювалася щоразу, коли під його юрисдикцію підключалися нові території.
З 999 року єпископ Сіону став графом Вале. Територія Вале була розділена на десятки та простягалася від Мартіньї до Верхнього Вале. Кожна десятка мала свій власний прапор. Офіційні акти підписуються печаткою єпископа, капітули або десятки, про яку йде мова. У 1032 році графство було включено до складу Священної Римської імперії, а з 1189 року воно стало єпископським князівством Сіон. Перший єпископський прапор засвідчено в 1220 році. Цей, ймовірно, виготовлений з білого та червоного кольорів, що відповідає старій емблемі єпископа. Його використовував у бою губернатор Сіону П'єр II де ла Тур на прохання єпископа. Ця ж практика відзначається джерелами в 1342 році.
Герб Вале з'явився одночасно з гербом Сіона, коли єпископський прапор був прикрашений першими зірками, що засвідчено з початку XVI століття. Кількість зірок змінювалася протягом століття; зокрема, у 1507 і 1515 роках їх було дев'ять — п'ять праворуч і чотири ліворуч, у 1511—1519 роках — шість, у 1521 році — десять, у 1530 році — шістнадцять, сім — одна зірка в центрі, оточена шістьма іншими — у 1538 році та одинадцять — шість праворуч і п'ять ліворуч — у 1548 році. Це останнє зображення на медалі коваля Ганса Якоба Штампфера запропонований Швейцарською Конфедерацією принцесі Клавдії Валуа, можна вважати першим офіційним проявом емблем суверенітету Вале. У 1582 році сім шестикутних зірок були вперше засвідчені на офіційному документі. З кінця XVI століття століття це число стає офіційним вживанням, представляючи сім десятків: Бріг, Гомс, Лойк, Рарон, Сьєр, Сіон і Фісп.
У XVIII столітті століття була виготовлена печатка з гербом Вале з сімома п'ятикутними зірками. У 1798 році, після вторгнення Наполеона I Вале приєднався до Гельветської республіки, кольорами якої були зелений, червоний та жовтий. Чотири роки по тому Вале, під назвою Роданська республіка, включив ще п'ять десятків: Еран, Мартіньї, Антремон, Сен-Моріс та Монте. Герб, таким чином, визначено як такий, що містить дванадцять зірок. Після того, як Республіка Рона була інтегрована до Французької імперії у формі департаменту Сімплон (1810—1813), у 1815 році кантон приєднався до Швейцарської конфедерації. Створення округу Конте того ж року збільшило кількість зірок до тринадцяти. Потім вони представлені так само, як і на печатці XVIII століття.

1498-1582
1582–1798
1802-1810 1813-1815
Повний прапор Вале

## Інші вексилологічні та геральдичні зображення
Прапор також випускається у вигляді орифлами, з хвостом або з плоскою основою. Прапор-орифлама кантонів, на якому у верхній частині зображено прапор кантону, а в нижній частині — кольори кантону, називається «повним» прапором.
Герб можна знайти на задніх номерних знаках транспортних засобів, зареєстрованих у кантоні Вале.

## У масовій культурі
Шлях ФК «Сіон» у Кубку Швейцарії з футболу часто ілюструють тринадцять зірок прапора Вале. Дійсно, у 2015 році клуб здобув тринадцяту перемогу з тринадцяти фіналів, зіграних клубом.

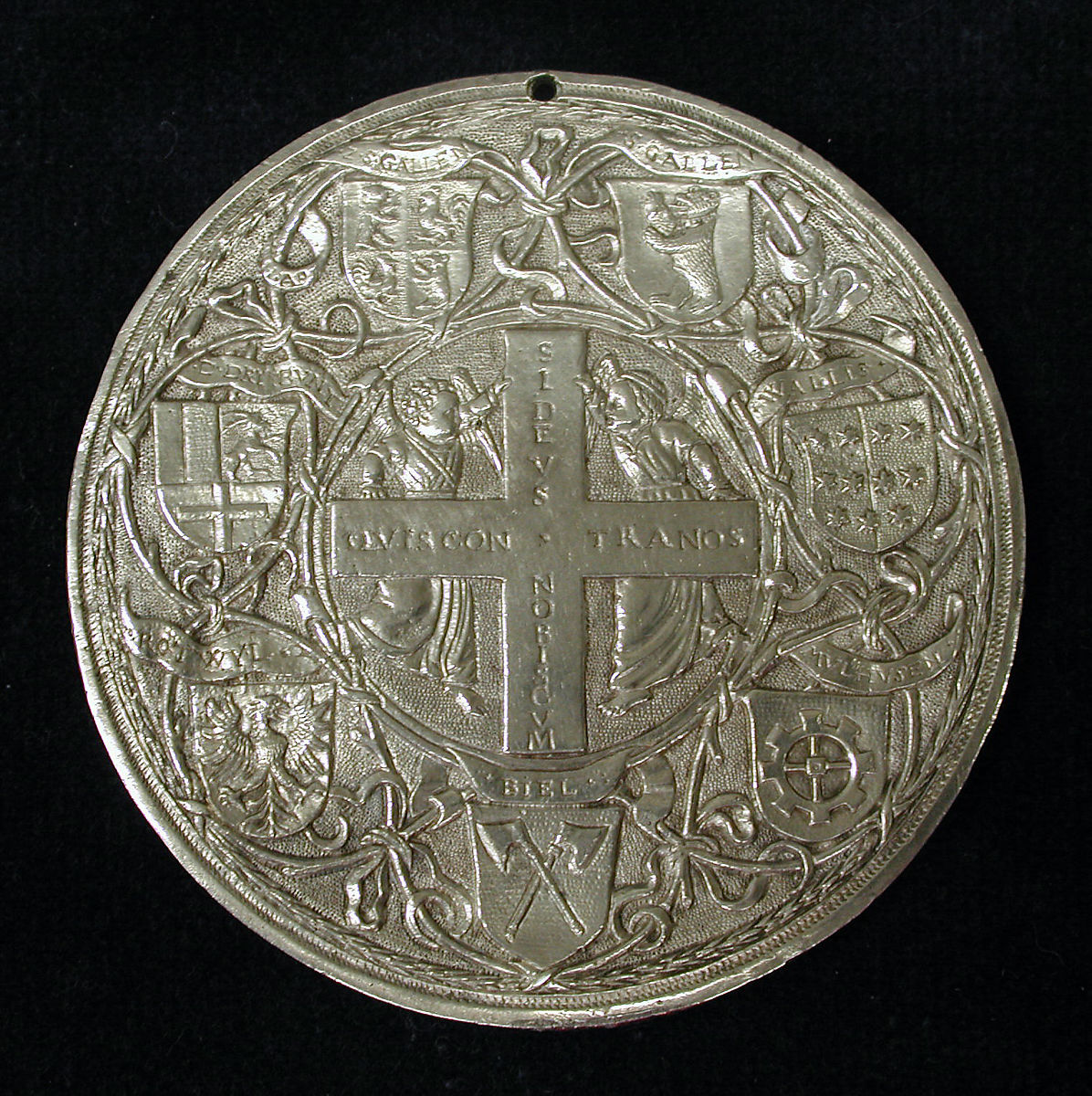
Медаль 1548 року, на якій зображено герб Вале з одинадцятьма зірками
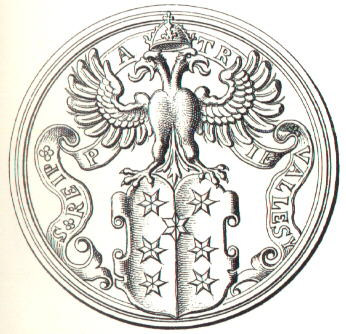
Печатка 1582 року
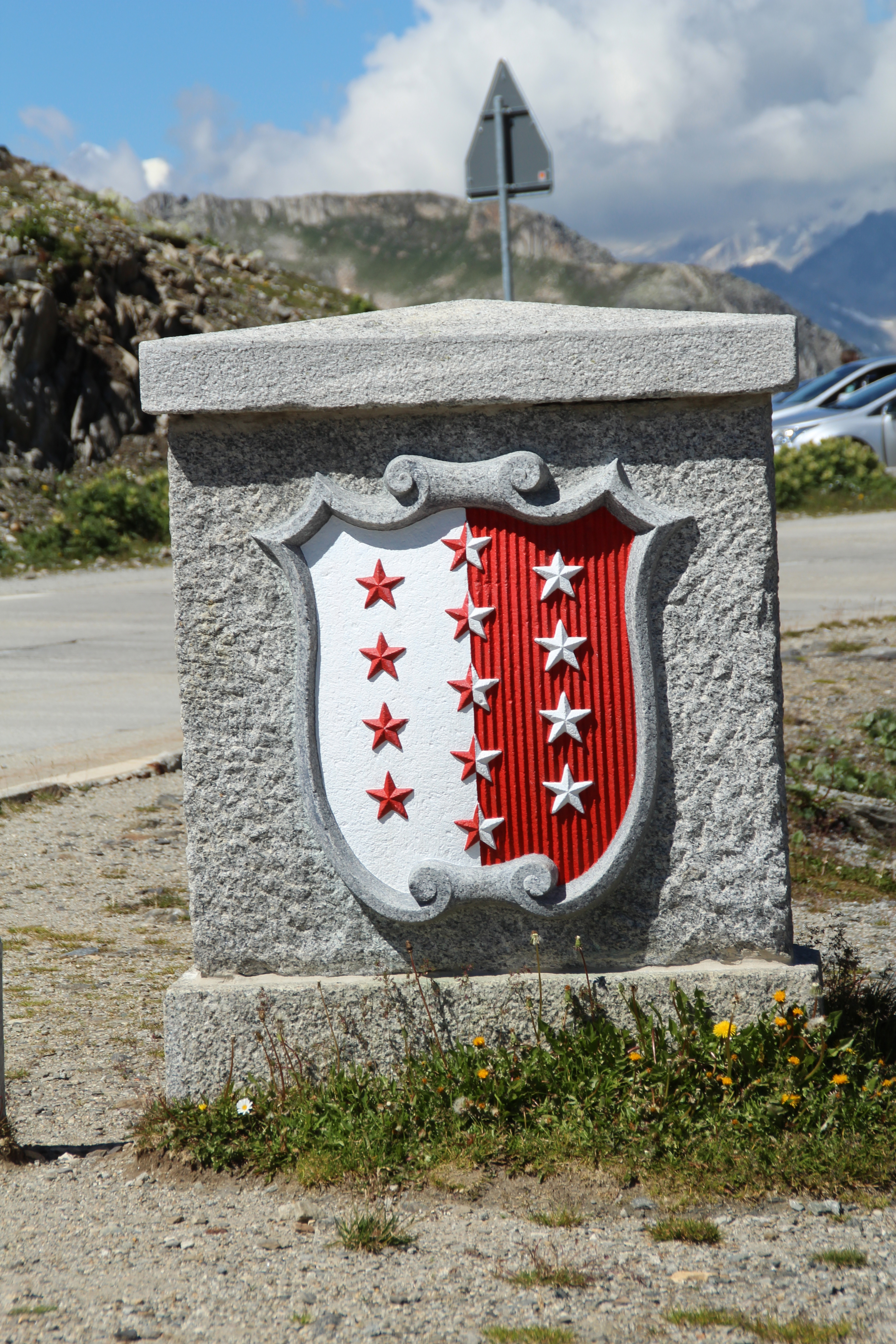
Герб у сучасному вигляді на перевалі Нуфенен
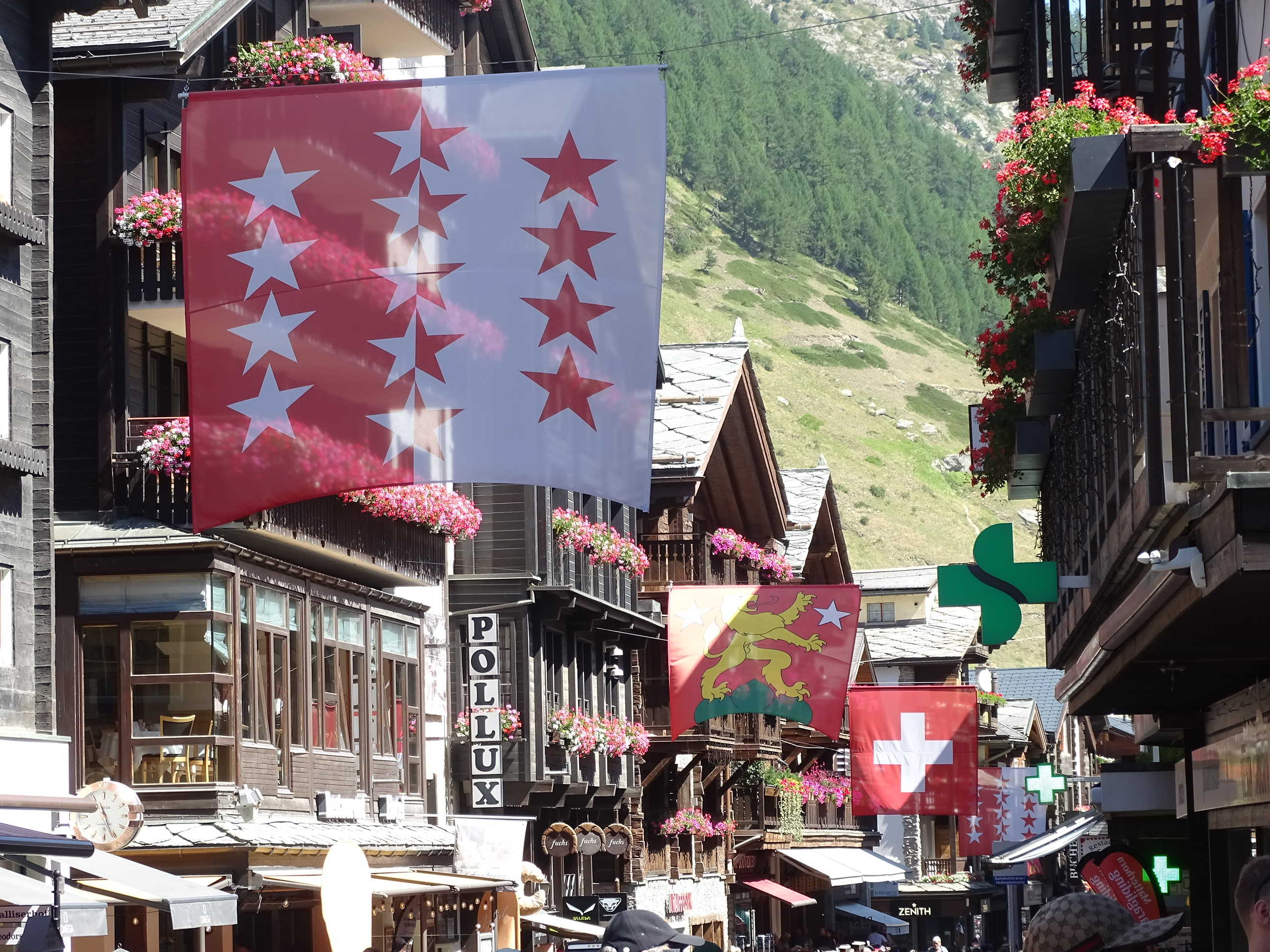
Прапор Вале майорить на Банхофштрассе в Церматті
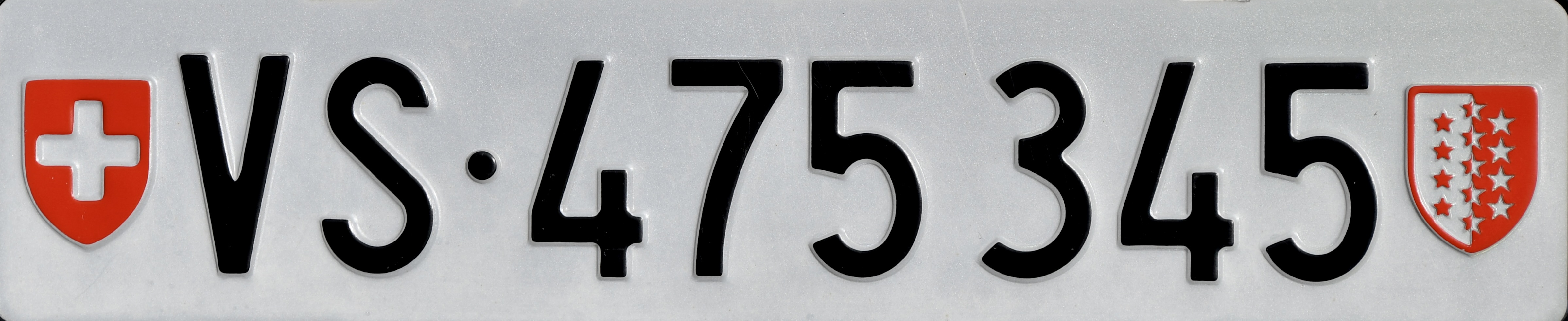
Задній номерний знак Вале

## Похідні від герба кантону Вале

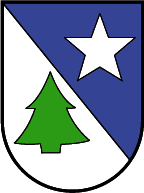
Блонс
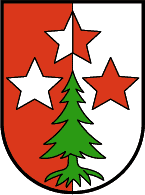
Дамюльс
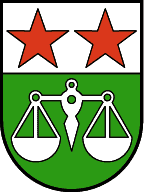
Фонтанелла (Австрія)
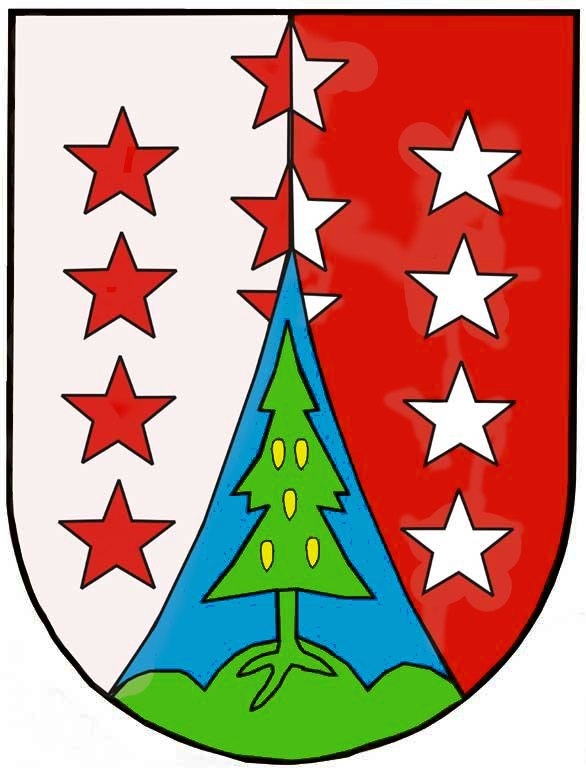
Латернс
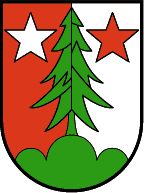
Шрекен
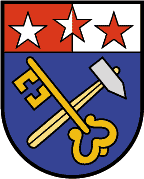
Зільберталь
Варт (Форарльберг)
Герб Клода-Жозефа-Парфе Дервіля-Малешара